# Direktion Staatsschutz und Nachrichtendienst
Die Direktion Staatsschutz und Nachrichtendienst (DSN) ist eine österreichische Staatsschutz- und Nachrichtendienstorganisation. Sie ist der Generaldirektion für die öffentliche Sicherheit im Bundesministerium für Inneres (BMI) unterstellt. Seit dem 1. Dezember 2021 ist sie die Nachfolgeorganisation des Bundesamts für Verfassungsschutz und Terrorismusbekämpfung (BVT).
Sie ist in die Bereiche Gefahrenforschung und Gefahrenabwehr aufgeteilt. Dabei widmet sich der Staatsschutz aus polizeilicher Sicht dem vorbeugenden Schutz verfassungsgefährdender Angriffe (Staatsschutz- und Nachrichtendienst-Gesetz), der Gefahrenerforschung (Sicherheitspolizeigesetz) und der Aufklärung von Straftaten (Strafprozeßordnung 1975). Der Nachrichtendienst nimmt sich der Gewinnung und Analyse von Informationen und der erweiterten Gefahrenerforschung an.
Im Zuge der Neustrukturierung kündigte Franz Ruf, Generaldirektor für öffentliche Sicherheit, eine annähernde Verdoppelung des Personalbestandes bis etwa 2027 an. Trotz Vereinigung der Bereiche Staatsschutz und Nachrichtendienst betont er eine organisatorische Trennung beider Stellen.

## Geschäftsführung
Im September 2021 wurde bekannt, dass Omar Haijawi-Pirchner zum Leiter der neuen Direktion bestellt wurde. Er hat sein Amt zeitgleich mit der Gründung der Direktion mit 1. Dezember 2021 angetreten. Als Stellvertreter wurden David Blum, der bisher im BVT und Bundeskanzleramt tätig war, und Michael Lohnegger (Leitung Bereich Staatsschutz), der zuletzt auch Abteilungsleiter im BVT wurde, ausgewählt.
Ende Jänner 2023 verließ David Blum die DSN und wurde in der Privatwirtschaft tätig. Als Nachfolge ist seit Oktober 2023 Sylvia Mayer als stellvertretende Direktorin mit der Leitung des Nachrichtendienstes betraut.
Mit 1. Juni 2024 verließ Michael Lohnegger die DSN, eine Nachfolge wurde noch nicht bestellt (Stand: Mai 2025).

## Kontrolle
Die Kontrolle der DSN obliegt der Unabhängigen Kontrollkommission Verfassungsschutz, die im Bundesministerium für Inneres eingerichtet ist. Die fünf Mitglieder werden vom Nationalrat mit Zwei-Drittel-Mehrheit für eine Funktionsperiode von zehn Jahren gewählt. Eine Wiederwahl ist nicht zulässig. Die Kommission wurde ebenfalls mit der Reform des Staatsschutz- und Nachrichtendienst-Gesetzes per 1. Dezember 2021 neu eingeführt und nahm im November 2023 nach Angelobung der Mitglieder durch Bundespräsident Alexander Van der Bellen ihre Tätigkeit auf.

## Messenger-Überwachung
Am 20. April 2018 beschloss der Nationalrat den Bundestrojaner in der Strafprozessordnung, also die Überwachung verschlüsselter Nachrichten zum Zweck der Strafverfolgung. Diese Bestimmungen wurden jedoch am 11. Dezember 2019 vom Verfassungsgerichtshof als verfassungswidrig aufgehoben. Eine Reparatur durch den Gesetzgeber erfolgte nicht.
Am 14. August 2024 brachte ÖVP-Innenminister Gerhard Karner im Wahlkampf zur Nationalratswahl 2024 einen neuen Ministerialentwurf zur Einführung der Messenger-Überwachung im Parlament ein, dieses Mal jedoch im Staatsschutz- und Nachrichtendienstgesetz, also nicht zum Zweck der Strafverfolgung. Der Entwurf wurde nicht zur Abstimmung gebracht und breit kritisiert. Zudem stellte sich im Nachhinein heraus, dass sich unter den wenigen Befürwortern des Entwurfes zwei Professoren der Universität Wien befanden, welche von der DSN für Schulungen und Vorträge bezahlt wurden.
Am 8. April 2025 wurde ein überarbeiteter Ministerialentwurf durch Gerhard Karner im Parlament eingebracht, die Begutachtungsfrist läuft am 3. Juni 2025 aus. Experten kritisieren den Entwurf und äußern unter anderem Bedenken zum Datenschutz, zur Software und zur IT-Sicherheit. Innenminister Karner möchte die Messenger-Überwachung noch vor dem Sommer 2025 beschließen lassen, damit diese mit 2027 In-Kraft-Treten kann.

## Weiteres
Die Bundesregierung beschloss am 14. Februar 2024 die im Eigentum der Republik Österreich stehenden Grundstücksflächen der Meidlinger Kaserne an die staatliche Bundesimmobiliengesellschaft zu veräußern, um in weiterer Folge ein Sicherheitszentrum für das BMI errichten zu können. In Zukunft sollen dort diverse Einheiten des BMI, unter anderem auch die DSN, untergebracht werden. Der Nationalrat genehmigte das Vorhaben am 20. März 2024. Der Abschluss der Bauarbeiten ist nicht vor 2031 geplant.